# Bannik

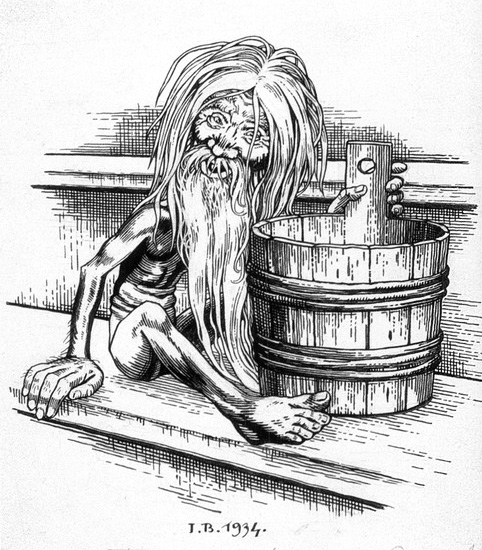
Bannik, rysunek Iwana Bilibina z 1934 r.

Bannik (ros.), łaźnik, łaziennik (biał.) – wschodniosłowiański demon władający łaźnią. Bannik był zasadniczo wrogi wobec ludzi i mógł utopić kąpiących się.
Wyobrażano go sobie jako starca z wielką głową pokrytą rozczochranymi włosami. Pozostawiano mu w łaźni jako ofiarę trochę wody, składano mu także w ofierze czarną kurę dla zabezpieczenia przed utopieniem.
Patrz też: anczutka.